# David Ho
David Da-i Ho (em chinês:  何大一; 3 de novembro de 1952) é um cientista sino-estadunidense. Tornou-se conhecido por ser pioneiro no uso de proteases inibidoras do vírus da imunodeficiência humana, responsável pela síndrome da imunodeficiência adquirida.
Atualmente, é professor da Universidade Rockefeller. Foi eleito pela revista de notícias Time como Pessoa do Ano em 1996.